# Зедубани (Озургетский муниципалитет)
Зедубани (груз. ზედუბანი) — село в Грузии, на территории Озургетского муниципалитета края (мхаре) Гурия.

## География
Село находится в западной части Грузии, к югу от реки Супсы, на расстоянии приблизительно 9 километров (по прямой) к северо-западу от города Озургети, административного центра муниципалитета. Абсолютная высота — 163 метра над уровнем моря.

## Население
По результатам официальной переписи населения 2014 года, в Зедубани проживало 175 человек (86 мужчин и 89 женщин). В национальной структуре населения грузины составляли 92 %, армяне — 8 %.
| Год  | Население, человек |
| ---- | ------------------ |
| 2002 | 167                |
| 2014 | ↗ 175              |